# Dead Star/In Your World
Dead Star och In Your World  är låtar av det engelska rockbandet Muse. Låtarna kom inte med på samlingsalbumet Hullabaloo Soundtrack, utan släpptes istället som en dubbel A-sidig singel för att lansera samlingsalbumet.
Dead Star har sedan länge tillbaka blivit en stor livefavorit bland Musefans, trots att den inte spelas så ofta. Efter 2008 har den bara spelats live vid ett tillfälle 2010.